# Am Markt 30 (Weismain)
Das Gebäude Am Markt 30 ist ein Fachwerkhaus am Marktplatz der oberfränkischen Stadt Weismain, mit der Adresse Am Markt 30. Unter der Nummer D-4-78-176-23 ist das Haus als Baudenkmal durch das Bayerische Landesamt für Denkmalpflege geschützt.

## Geschichte
Das Gebäude wurde etwa um 1600 errichtet. Um 1700 wurden das Obergeschoss und die Dachgeschosse neu errichtet, vermutlich 1693, worauf die im Scheitelstein eingravierte Jahreszahl „1693“ schließen lässt. Es dient seitdem als Wohn- und Geschäftshaus.

## Architektur
Das giebelständige Haus verfügt über ein massives, sandsteinernes Erdgeschoss. Darüber schließen sich in Fachwerkbauweise ein Obergeschoss und ein über zwei Stockwerke ragender Giebel an. Die einzelnen Geschosse sind durch Stockwerksgesimse voneinander optisch getrennt, insbesondere das Erdgeschoss vom leicht überkragenden Obergeschoss. Im Erdgeschoss befinden sich zwei rechteckige Fenster sowie ein Torbogenportal mit der Jahreszahl „1693“ im Scheitelstein. Das Fachwerk ist mit nachgotischen Fachwerkschmuckformen versehen, darunter geschweiften, teilweise auch genasten Andreaskreuzen (sog. Feuerbock), Viertel- und Halbkreisformen und durchkreuzten geschweiften Rauten. Den Abschluss des Hauses bildet ein Satteldach.